# Bitwa pod Komorowem
Bitwa pod Komorowem – jedna z bitew powstania styczniowego, stoczona 20 czerwca 1863 roku.

## Przebieg
20 czerwca 1863 r. oddział gen. Zygmunta Jordana przeprawił się przez Wisłę z Galicji. Wkrótce, w okolicy wsi Gace, zaatakowany został przez jedną rotę rosyjskiej piechoty. Kilku powstańców poległo, reszta wycofała się do Galicji. Drugi oddział powstańczy pod dowództwem Chościakiewicza, licząca ok. 350 piechurów i 50 kawalerzystów, przeprawiła się przez Wisłę w bród w okolicy wsi Maniów i wkrótce, na terenie folwarku Komorów, podjęła walkę z siłami rosyjskimi. W międzyczasie siły rosyjskie otrzymały wsparcie i urosły do 4 rot piechoty, 2 szwadronów dragonów oraz oddziału kozaków.
Polacy zostali z trzech stron otoczeni przez Rosjan, z tyłu mając Wisłę. Powstańcy zaczęli cofać się przez Wisłę do Galicji. Ostatecznie bitwę przerwała burza. Moment ten tak wspominał jeden z powstańców:
Koło 4-ej godziny pozostała z całego oddziału już tylko mała garstka, a resztki te broniły się bądź w drobnych kupkach, obróciwszy się plecami do siebie, i dając odpór na wszystkie strony, bądź pojedynczo. Na jednego broniącego się godziło już kilku i kilkunastu atakujących. Jednocześnie wśród ogromnego upału dziennego ukazały się szeroko na horyzoncie groźne, czarne chmury, i zaczęła się straszna błyskawica i grzmoty. Zdawało się, że nadszedł sąd ostateczny. Wnet pociemniało i spadła ogromna nawałnica deszczowa, która rozerwała i rozpędziła walczących i położyła kres walce.

## Bilans
Wielu powstańców straciło życie na polu bitwy, inni potonęli próbując przeprawić się przez rzekę. Wielu pojmali Rosjanie. Łączny bilans strat to blisko 200 zabitych i ponad 100 pojmanych . Życie stracili m.in. Juliusz Tarnowski i Władysław Jabłonowski. Ciała 72 powstańców pochowano w zbiorowej mogile na cmentarzu w Beszowej.